# Kakuda Makoto
Kakuda Makoto (角田 誠 Kakuda Makoto, sinh ngày 10 tháng 7 năm 1983 ở Uji, Kyoto) là một cầu thủ bóng đá người Nhật Bản thi đấu cho Shimizu S-Pulse.

## Thống kê sự nghiệp câu lạc bộ
Cập nhật đến ngày 23 tháng 2 năm 2016.
| Thành tích câu lạc bộ | Thành tích câu lạc bộ | Thành tích câu lạc bộ | Giải vô địch | Giải vô địch | Cúp                   | Cúp                   | Cúp Liên đoàn | Cúp Liên đoàn | Châu lục | Châu lục  | Tổng cộng | Tổng cộng |
| Mùa giải              | Câu lạc bộ            | Giải vô địch          | Số trận      | Bàn thắng    | Số trận               | Bàn thắng             | Số trận       | Bàn thắng     | Số trận  | Bàn thắng | Số trận   | Bàn thắng |
| Nhật Bản              | Nhật Bản              | Nhật Bản              | Giải vô địch | Giải vô địch | Cúp Hoàng đế Nhật Bản | Cúp Hoàng đế Nhật Bản | J. League Cup | J. League Cup | AFC      | AFC       | Tổng cộng | Tổng cộng |
| --------------------- | --------------------- | --------------------- | ------------ | ------------ | --------------------- | --------------------- | ------------- | ------------- | -------- | --------- | --------- | --------- |
| 2001                  | Kyoto Purple Sanga    | J2 League             | 8            | 0            | 1                     | 0                     | 0             | 0             | -        | -         | 9         | 0         |
| 2002                  | Kyoto Purple Sanga    | J1 League             | 22           | 0            | 5                     | 0                     | 5             | 0             | -        | -         | 32        | 0         |
| 2003                  | Kyoto Purple Sanga    | J1 League             | 25           | 0            | 0                     | 0                     | 3             | 0             | -        | -         | 28        | 0         |
| 2004                  | Nagoya Grampus Eight  | J1 League             | 22           | 4            | 1                     | 1                     | 6             | 0             | -        | -         | 29        | 5         |
| 2005                  | Nagoya Grampus Eight  | J1 League             | 22           | 1            | 1                     | 0                     | 3             | 1             | -        | -         | 26        | 2         |
| 2006                  | Nagoya Grampus Eight  | J1 League             | 3            | 0            | -                     | -                     | 1             | 0             | -        | -         | 4         | 0         |
| 2006                  | Kyoto Purple Sanga    | J1 League             | 18           | 1            | 1                     | 0                     | 1             | 0             | -        | -         | 20        | 1         |
| 2007                  | Nagoya Grampus Eight  | J1 League             | 0            | 0            | 0                     | 0                     | 0             | 0             | -        | -         | 0         | 0         |
| 2007                  | Kyoto Sanga           | J2 League             | 41           | 0            | 1                     | 0                     | -             | -             | -        | -         | 42        | 0         |
| 2008                  | Kyoto Sanga           | J1 League             | 24           | 1            | 2                     | 0                     | 3             | 0             | -        | -         | 29        | 1         |
| 2009                  | Kyoto Sanga           | J1 League             | 29           | 0            | 2                     | 0                     | 4             | 1             | -        | -         | 35        | 1         |
| 2010                  | Kyoto Sanga           | J1 League             | 24           | 4            | 1                     | 1                     | 6             | 0             | -        | -         | 31        | 5         |
| 2011                  | Vegalta Sendai        | J1 League             | 29           | 2            | 1                     | 0                     | 4             | 1             | -        | -         | 34        | 3         |
| 2012                  | Vegalta Sendai        | J1 League             | 28           | 0            | 1                     | 0                     | 6             | 1             | -        | -         | 35        | 1         |
| 2013                  | Vegalta Sendai        | J1 League             | 26           | 5            | 4                     | 0                     | 1             | 0             | 3        | 0         | 34        | 5         |
| 2014                  | Vegalta Sendai        | J1 League             | 23           | 1            | 1                     | 0                     | 4             | 0             | -        | -         | 28        | 1         |
| 2015                  | Kawasaki Frontale     | J1 League             | 14           | 0            | -                     | -                     | 3             | 0             | -        | -         | 17        | 0         |
| 2015                  | Shimizu S-Pulse       | J1 League             | 12           | 0            | 0                     | 0                     | -             | -             | -        | -         | 12        | 0         |
| Tổng                  | Tổng                  | Tổng                  | 370          | 19           | 22                    | 2                     | 50            | 4             | 3        | 0         | 445       | 25        |